# اكادير بوستة (سعادة)
اكادير بوستة هو دُوَّار يقع بجماعة سعادة، عمالة مراكش، جهة مراكش آسفي في المملكة المغربية. ينتمي الدوّار لمشيخة سعادة التي تضم 53 دوار. يقدر عدد سكانه بـ 394 نسمة حسب الإحصاء الرسمي للسكان والسكنى لسنة 2004.

## روابط خارجية
- البوابة الوطنية للجماعات الترابية
- المندوبية السامية للتخطيط